# 火鳥 (臺灣)
火鳥，是台灣民間傳說中跟火有關的鳥類妖怪，牠們與鳳凰或不死鳥等靈獸不一樣，是會造成火災的怪物。

## 傳說
據說火鳥經常在晚上出現，只要在某家屋簷上停下來、或是火德星君將手中的火旗插在上面，那戶人家就會發生火災。普通人看不見火鳥，但是大火延燒之時，火鳥必定會在天空盤旋，此時即使是普通人也能看見火鳥。又相傳火鳥經常與火德星君一起現身。

## 徵兆
火鳥和火旗只有道士和高僧可以看見，如果屋頂發出鳥求偶的聲音或有狗無故跑到屋頂上，很有可能就是火鳥出現的徵兆，這時就需要請道士來進行鎮火儀式。

## 其他
過去火鳥的傳說比較流行，現在就很少聽到了，其形象應該是來自於某些夜行性的鳥類。